# Cynodontium alpestre
Cynodontium alpestre là một loài Rêu trong họ Dicranaceae. Loài này được (Wahlenb.) Milde mô tả khoa học đầu tiên năm 1869.